# Berberis wilsoniae
Berberis wilsoniae är en berberisväxtart som beskrevs av William Botting Hemsley. Berberis wilsoniae ingår i släktet berberisar, och familjen berberisväxter. Inga underarter finns listade i Catalogue of Life.

## Bildgalleri

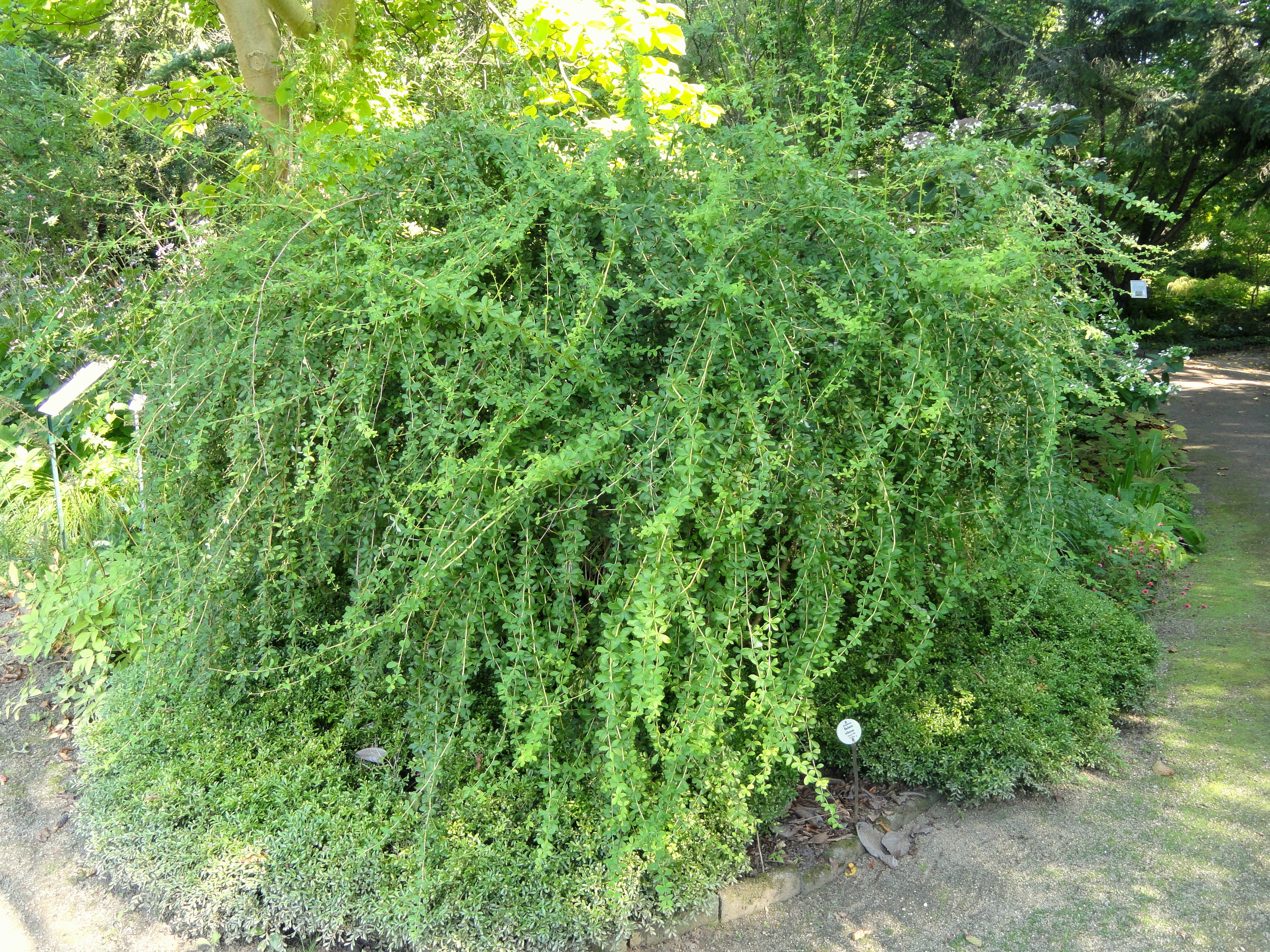
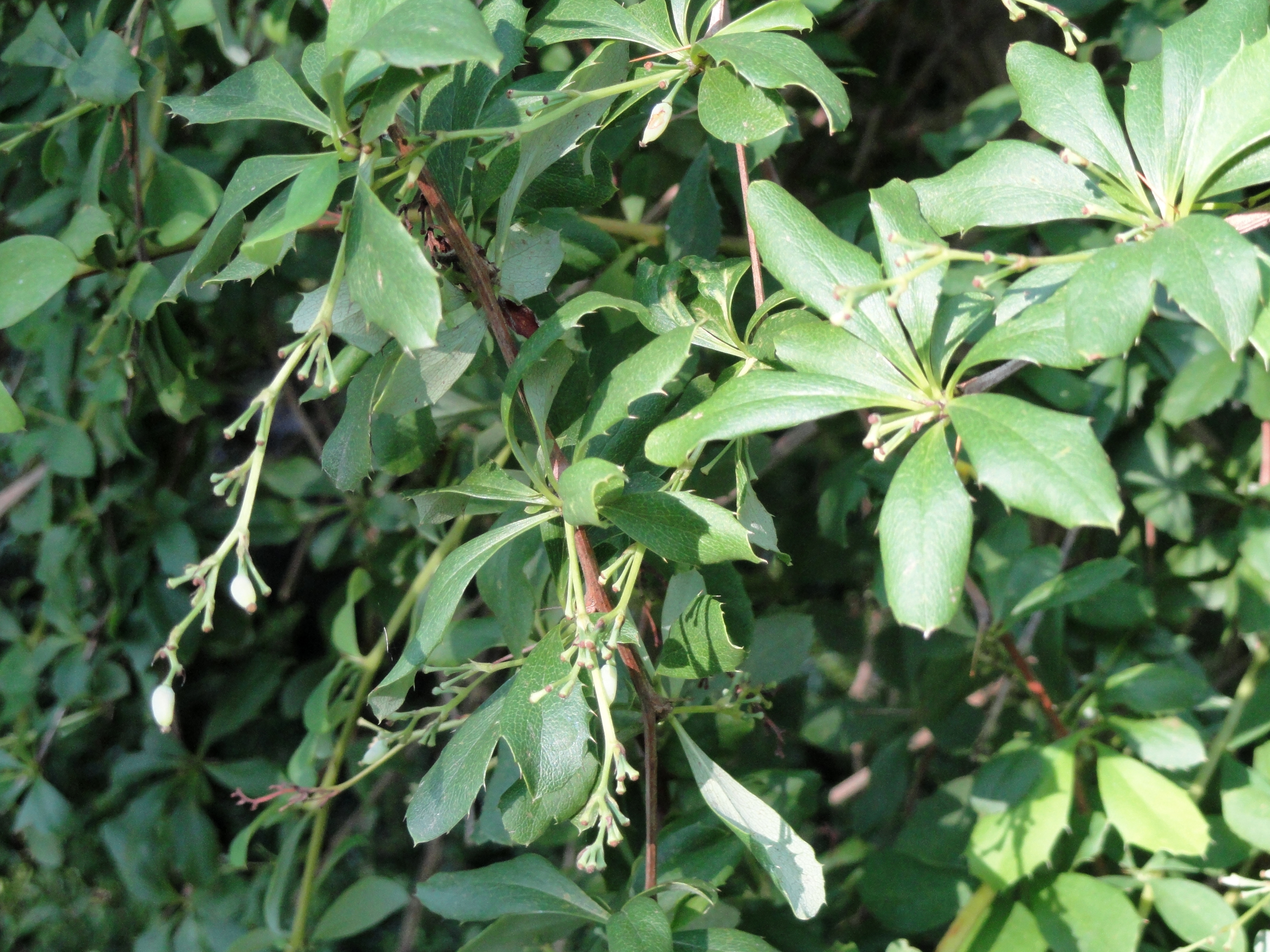
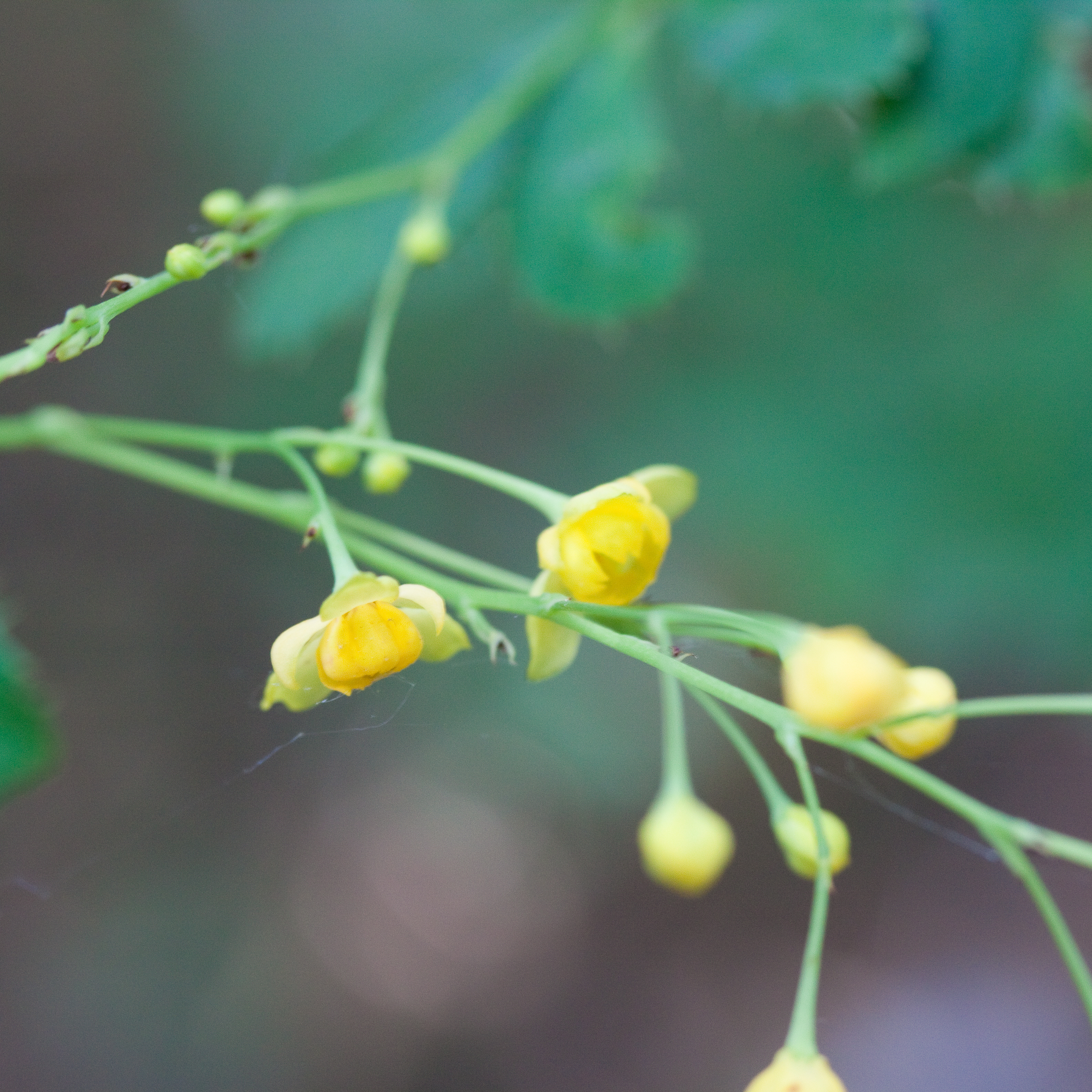
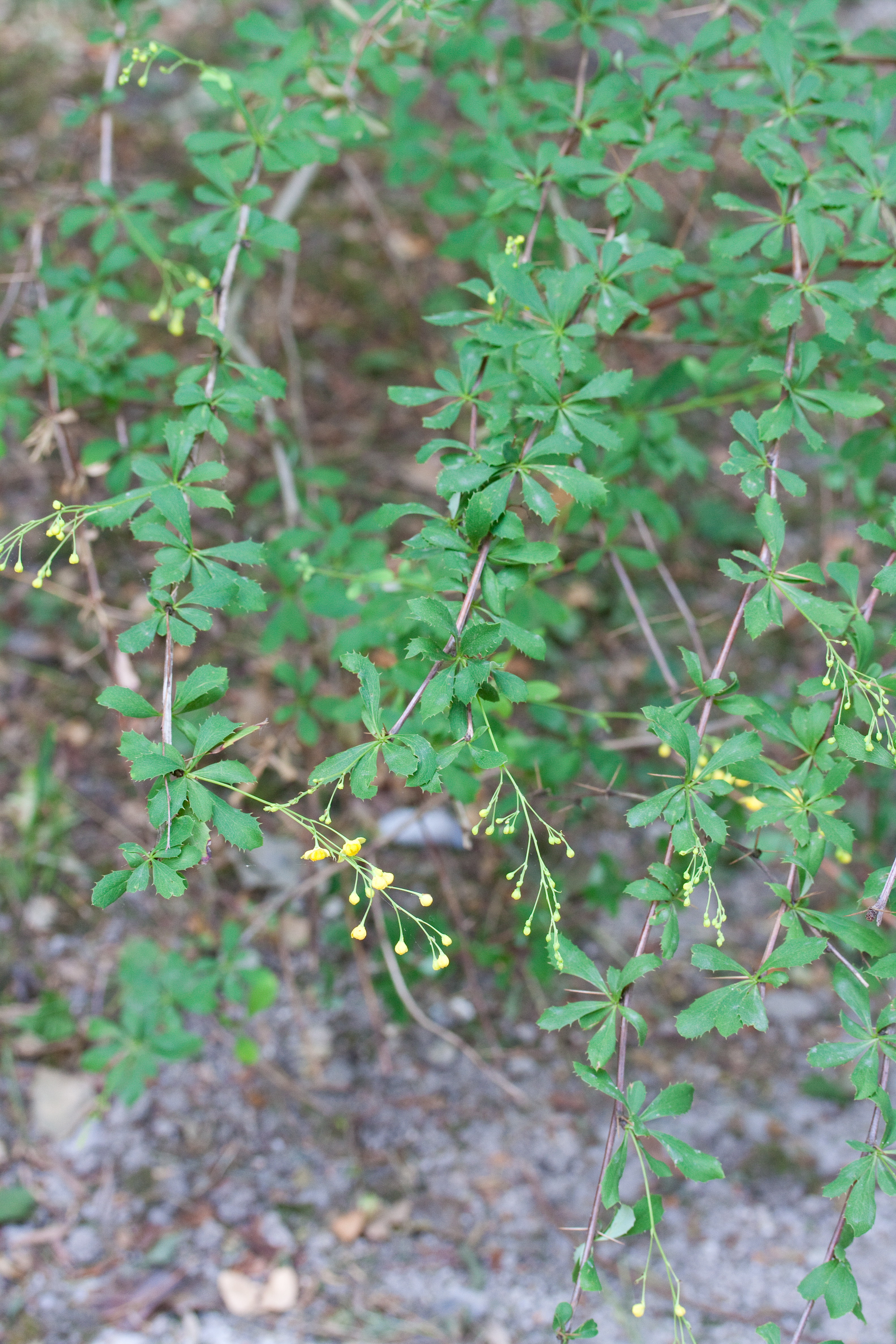
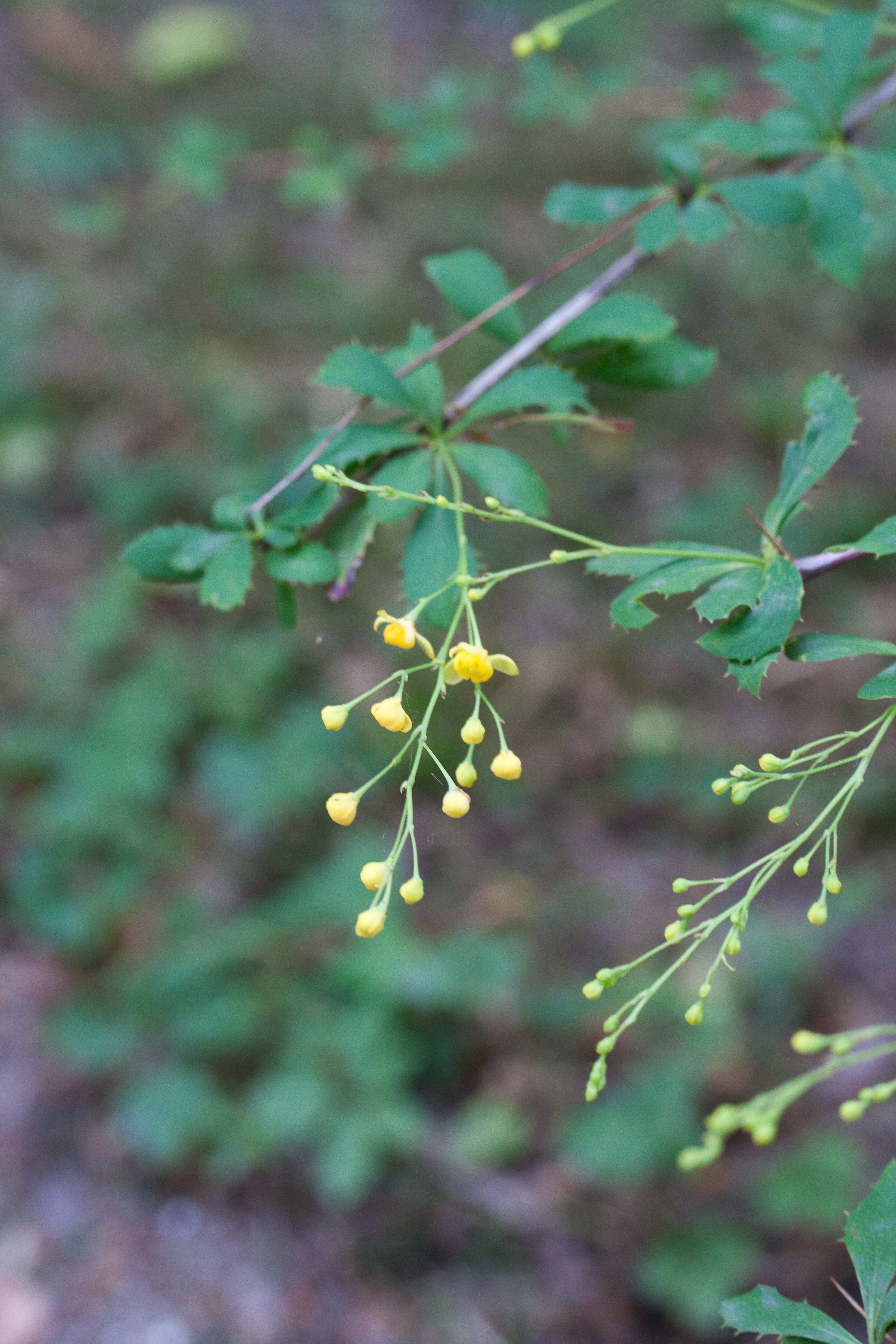
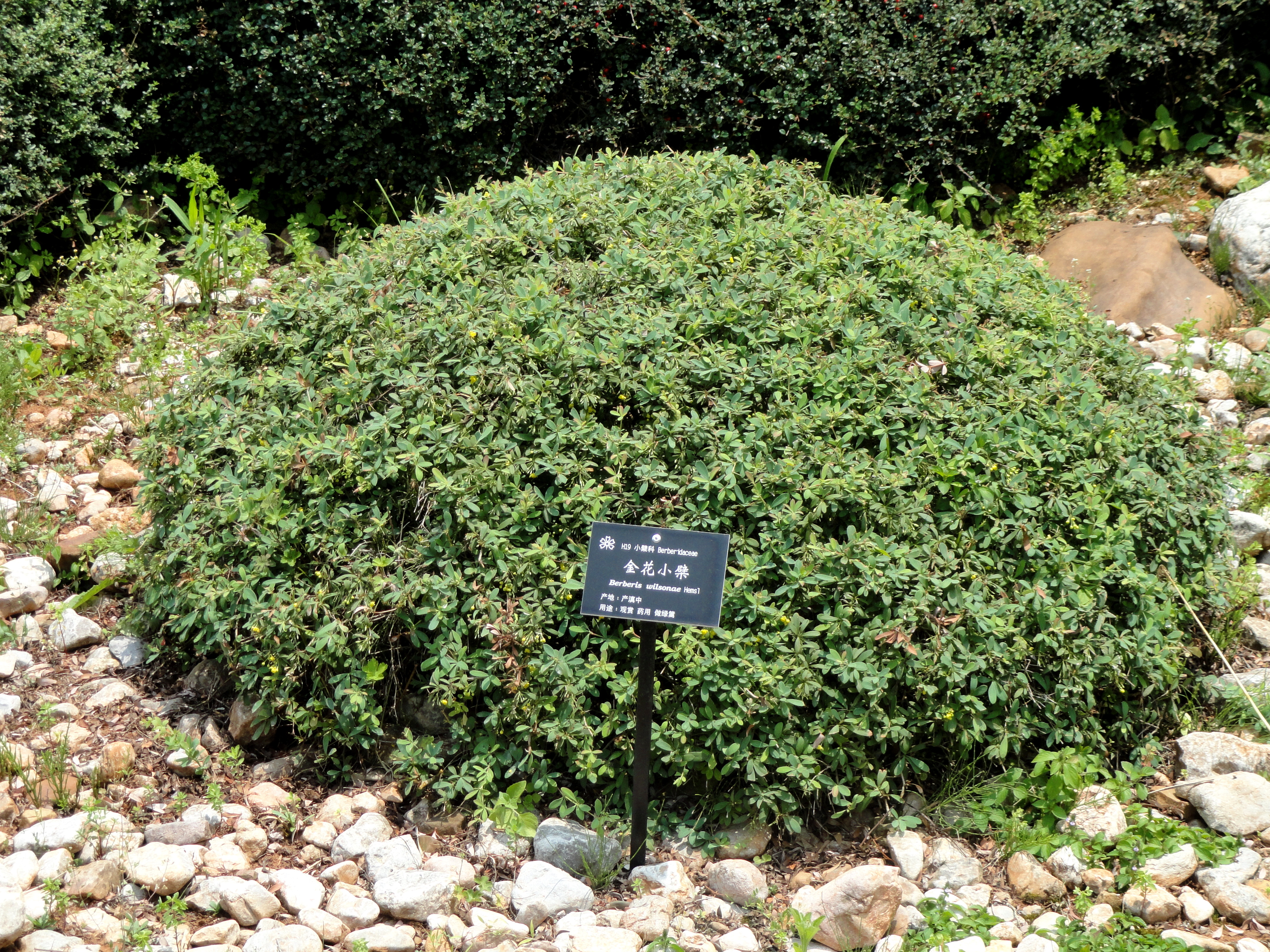